# Taktser
Taktster är en liten by som är belägen i nordöstra Qinghai-provinsen i Folkrepubliken Kina. Byn är tillhör den tibetanska kulturgeografiska regionen Amdo.

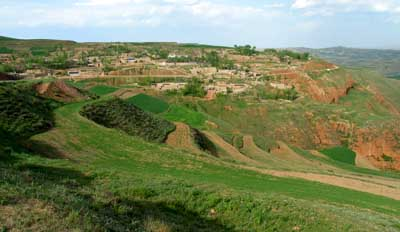
Taktser i Amdo

Byn är känd för att Tenzin Gyatso, fjortonde Dalai lama, och hans bror Thubten Jigme Norbu föddes där.